# One Thing (canción de Finger Eleven)
«One Thing» es una canción de la banda canadiense Finger Eleven. Es el segundo sencillo de su álbum  Finger Eleven. Fue lanzado en septiembre de 2003, que ganó el 2004 MuchMusic Video Award al Mejor Vídeo. Fue escrito por Scott Anderson y James Black.
La banda había pensado que su sencillo "Stay in Shadow" se convertiría en un éxito popular, pero fuerte éxito cayó en "One Thing" en su lugar, aunque la pista no se encontró amplia atención de corriente hasta varios meses después de su lanzamiento de 2003.

## Vídeo musical
El premiado vídeo musical muestra imágenes en blanco y negro de la banda en un surrealista ambiente nocturno que ofrece una playa con un modelo a cuadros orilla. Un enorme reloj de arena se ve en el piso a cuadros, así como miembros de la banda posados sobre soportes altos y árboles sin hojas. Otras imágenes incluye un cuervo, una mujer de pie junto a miles de velas a lo largo de un piso del edificio, un conductor de orquesta sinfónica dirige a una orquesta vacía, y una caja de música con un hilado y de apariencia real de la bailarina .

## Posicionamiento en lista
| Lista (2003–2004)                         | Posiciones |
| ----------------------------------------- | ---------- |
| U.S. Billboard Hot 100                    | 16         |
| U.S. Billboard Hot Adult Top 40 Tracks    | 2          |
| U.S. Billboard Adult Contemporary         | 23         |
| U.S. Billboard Hot Mainstream Rock Tracks | 38         |
| U.S. Billboard Hot Modern Rock Tracks     | 5          |
| U.S. Billboard Mainstream Top 40          | 11         |

## En apariciones
- Esta canción se utilizó en Smallville, Scrubs, La Ley y el Orden: Unidad de Víctimas Especiales y Third Watch.
- Esta canción se utilizó en WWE Raw en 25 de junio de 2007, durante un vídeo de homenaje con Chris Benoit, que había sido encontrado muerto junto con su esposa e hijo en su casa poco antes de que comenzara el espectáculo.

- Datos: Q3499255